# Ludvig 1. af Portugal
 Der er for få eller ingen kildehenvisninger i denne artikel, hvilket er et problem. Du kan hjælpe ved at angive troværdige kilder til de påstande, som fremføres i artiklen.

Ludvig 1. (portugisisk: Dom Luís I) (31. oktober 1838 – 19. oktober 1889) var konge af Portugal fra 1861 til 1889 og oceanograf.
Ludvig var en yngre søn af dronning Maria 2. af Portugal og Ferdinand 2. af Portugal. Han blev konge, efter hans ældre brødre kong Peter 5. og Ferdinand døde i en koleraepidemi i 1861. Han giftede sig med prinsesse Maria Pia af Savoyen, datter af Victor Emanuel 2. af Italien i 1862.